# 劉廷元
刘廷元（？—？），字献之，號方瀛，浙江嘉兴府平湖縣人，竈籍，明朝政治人物。

## 生平
万历二十五年（1594年）丁酉科浙江乡试舉人，萬曆三十二年（1604年）登甲辰科进士，都察院觀政，初授南海知县，三十八年考選，四十年授陕西道御史，四十二年巡视光禄寺，四十四年真定巡按，四十八年順天巡按，天启二年（1622年）为刑科给事中张鹏云、御史马逢皋疏论，降三级调外任。五年（1625年）起升太仆寺少卿，六年二月升太常寺卿管少卿事，本年升左副都御史，加升右都御史，升南京兵部尚书参赞机务，崇祯元年（1628年）改北工部尚书。